# A-LABO INDEX
A-LABO INDEX（エーラボ インデックス）は、2016年10月4日よりBayFMにて毎週火曜の深夜の24：30 - 24：54枠で放送されている日本のラジオ番組である。

パーソナリティは松風雅也。

## 概要
『コルネリ工務店』のパーソナリティを務めていた声優の松風雅也が同じ曜日の同じ時間帯に引き続き出演。声優がパーソナリティを務めるが、当番組はアニラジではなくインフォメーション番組である。
かつてNHK総合テレビで放送されていた『プロジェクトX〜挑戦者たち〜』やその後継番組である『プロフェッショナル 仕事の流儀』などと同じく、エンジニアにスポットを当てた番組であり、エンジニアを毎週ゲストに呼び、開発中の製品や、開発に至るまでの経緯などをエンジニアの経歴と併せて放送する。声優がパーソナリティを務める番組としては極めて珍しいジャンルである。
第01回放送の冒頭において松風が「（コルネリ）工務店がラボラトリー （研究所）に進化を果たし、「A-LABO INDEX」と題して放送していく」と述べているが、「コルネリ工務店」とは系統的に無関係の番組となる。エンジニアを特集する番組であるが、音楽も放送する（後述）。アシスタント（冒頭とエンディングの挨拶担当）のロボホンが2018年4月18日放送分への出演を最後に無期限休演となった。

## ゲスト
| 放送回数 | 放送年 | 放送日   | ゲスト               | 特集した内容                           | メインゲストの肩書（上段） メインゲストの所属先・立場（下段）           | サブゲストの肩書（上段） サブゲストの所属先・立場（下段） | 備考        |
| -------- | ------ | -------- | -------------------- | -------------------------------------- | ----------------------------------------------------------------------- | --------------------------------------------------------- | ----------- |
| 第01回   | 2016年 | 10月04日 | 高橋智隆             | ロボホン                               | ロボットクリエーター 株式会社 ロボ・ガレージ（代表取締役社長）          | -                                                         | [ 4 ]       |
| 第02回   | 2016年 | 10月11日 | 高橋智隆             | ロボホン・りんな                       | ロボットクリエーター 株式会社 ロボ・ガレージ（代表取締役社長）          | -                                                         | [ 5 ] [ 6 ] |
| 第03回   | 2016年 | 10月18日 | 中川友紀子           | ASIMO                                  | ロボット工学者 株式会社RT （代表取締役）                                | -                                                         | [ 7 ]       |
| 第04回   | 2016年 | 10月25日 | 中川友紀子           | マイクロマウス                         | ロボット工学者 株式会社RT （代表取締役）                                | -                                                         |             |
| 第05回   | 2016年 | 11月01日 | 大貫美鈴             | 宇宙工学                               | 宇宙ビジネスコンサルタント スペースアクセス株式会社（代表取締役）       | -                                                         |             |
| 第06回   | 2016年 | 11月08日 | 大貫美鈴             | 宇宙エレベーター・宇宙開発             | 宇宙ビジネスコンサルタント スペースアクセス株式会社（代表取締役）       | -                                                         |             |
| 第07回   | 2016年 | 11月15日 | 村川恭介             | 火星                                   | 宇宙工学家 特定非営利活動法人日本火星協会（理事長）                     | -                                                         |             |
| 第08回   | 2016年 | 11月22日 | 村川恭介・森山枝里子 | 火星                                   | 宇宙工学家 特定非営利活動法人日本火星協会（理事長）                     | 宇宙工学家 火星居住模擬実験施設「MDRS」（研究員）         | [ 8 ] [ 9 ] |
| 第09回   | 2016年 | 11月29日 | 袴田武史             | 月・Google Lunar X Prize               | 宇宙工学家 HAKUTO（代表）                                               | -                                                         |             |
| 第10回   | 2016年 | 12月06日 | 袴田武史             | 月・Google Lunar X Prize               | 宇宙工学家 HAKUTO（代表）                                               | -                                                         |             |
| 第11回   | 2016年 | 12月13日 | 國廣愛彦             | ボブスレー                             | ボブスレー開発エンジニア 下町ボブスレープロジェクト推進委員会（委員長） | -                                                         | [ 10 ]      |
| 第12回   | 2016年 | 12月20日 | 國廣愛彦             | VR・ボブスレー                         | ボブスレー開発エンジニア 下町ボブスレープロジェクト推進委員会（委員長） | -                                                         |             |
| 第13回   | 2016年 | 12月27日 | 山崎直子             | 宇宙                                   | 宇宙飛行士 宇宙政策委員会（委員）・女子美術大学（客員教授）             | -                                                         |             |
| 第14回   | 2017年 | 01月03日 | 山崎直子             | 天体・星座・流星群                     | 宇宙飛行士 宇宙政策委員会（委員）・女子美術大学（客員教授）             | -                                                         |             |
| 第15回   | 2017年 | 01月10日 | 山崎直子             | こうのとり・リチウムイオン電池・デブリ | 宇宙飛行士 宇宙政策委員会（委員）・女子美術大学（客員教授）             | -                                                         | [ 11 ]      |
| 第16回   | 2017年 | 01月17日 | 大坪正人             | 由紀精密                               | 機械工学技術者 株式会社由紀精密（代表取締役社長）                       | -                                                         | [ 12 ]      |
| 第17回   | 2017年 | 01月24日 | 大坪正人             | トゥールビヨン                         | 機械工学技術者 株式会社由紀精密（代表取締役社長）                       | -                                                         |             |
| 第18回   | 2017年 | 01月31日 | 田坂正樹             | プリント基板                           | 機械工学技術者 ピーバンドットコム（代表取締役社長）                     | -                                                         |             |
| 第19回   | 2017年 | 02月07日 | 田坂正樹             | スマホ依存対策アプリ・フォレスト       | 機械工学技術者 ピーバンドットコム（代表取締役社長）                     | -                                                         |             |
| 第20回   | 2017年 | 02月14日 | 八谷和彦             | メーヴェ                               | メディアアーティスト 東京藝術大学（美術学部准教授）                     | -                                                         |             |
| 第21回   | 2017年 | 02月21日 | 八谷和彦             | ポストペット                           | メディアアーティスト 東京藝術大学（美術学部准教授）                     | -                                                         |             |
| 第22回   | 2017年 | 02月28日 | 村井秀敏             | ばね                                   | 工学エンジニア 五光発條（代表取締役）                                   | -                                                         | [ 13 ]      |
| 第23回   | 2017年 | 03月07日 | 村井秀敏             | マイクロロボット                       | 工学エンジニア 五光発條（代表取締役）                                   | -                                                         |             |
| 第24回   | 2017年 | 03月14日 | 緑川賢司             | 独楽                                   | 工学エンジニア NPO法人全日本製造業コマ大戦協会（理事長）                | -                                                         |             |
| 第25回   | 2017年 | 03月21日 | 緑川賢司             | 有人宇宙飛行・宇宙工学                 | 工学エンジニア NPO法人全日本製造業コマ大戦協会（理事長）                | -                                                         |             |
| 第26回   | 2017年 | 03月28日 |                      |                                        |                                                                         |                                                           |             |
| 第27回   | 2017年 | 04月04日 |                      |                                        |                                                                         |                                                           |             |
| 第28回   | 2017年 | 04月11日 |                      |                                        |                                                                         |                                                           |             |
| 第29回   | 2017年 | 04月18日 |                      |                                        |                                                                         |                                                           |             |
| 第30回   | 2017年 | 04月25日 |                      |                                        |                                                                         |                                                           |             |
| 第31回   | 2017年 | 05月02日 |                      |                                        |                                                                         |                                                           |             |
| 第32回   | 2017年 | 05月09日 |                      |                                        |                                                                         |                                                           |             |
| 第33回   | 2017年 | 05月16日 |                      |                                        |                                                                         |                                                           |             |
| 第34回   | 2017年 | 05月23日 |                      |                                        |                                                                         |                                                           |             |
| 第35回   | 2017年 | 05月30日 |                      |                                        |                                                                         |                                                           |             |
| 第36回   | 2017年 | 06月06日 |                      |                                        |                                                                         |                                                           |             |
| 第37回   | 2017年 | 06月13日 |                      |                                        |                                                                         |                                                           |             |
| 第38回   | 2017年 | 06月20日 |                      |                                        |                                                                         |                                                           |             |
| 第39回   | 2017年 | 06月27日 |                      |                                        |                                                                         |                                                           |             |
| 第40回   | 2017年 | 07月04日 |                      |                                        |                                                                         |                                                           |             |
| 第41回   | 2017年 | 07月11日 |                      |                                        |                                                                         |                                                           |             |
| 第42回   | 2017年 | 07月18日 |                      |                                        |                                                                         |                                                           |             |
| 第43回   | 2017年 | 07月25日 |                      |                                        |                                                                         |                                                           |             |
| 第44回   | 2017年 | 08月01日 |                      |                                        |                                                                         |                                                           |             |
| 第45回   | 2017年 | 08月08日 |                      |                                        |                                                                         |                                                           |             |
| 第46回   | 2017年 | 08月15日 |                      |                                        |                                                                         |                                                           |             |
| 第47回   | 2017年 | 08月22日 |                      |                                        |                                                                         |                                                           |             |
| 第48回   | 2017年 | 08月29日 |                      |                                        |                                                                         |                                                           |             |
| 第49回   | 2017年 | 09月05日 |                      |                                        |                                                                         |                                                           |             |
| 第50回   | 2017年 | 09月12日 |                      |                                        |                                                                         |                                                           |             |
| 第51回   | 2017年 | 09月19日 |                      |                                        |                                                                         |                                                           |             |
| 第52回   | 2017年 | 09月26日 |                      |                                        |                                                                         |                                                           |             |
| 第53回   | 2017年 | 10月03日 |                      |                                        |                                                                         |                                                           |             |
| 第54回   | 2017年 | 10月10日 |                      |                                        |                                                                         |                                                           |             |
| 第55回   | 2017年 | 10月17日 |                      |                                        |                                                                         |                                                           |             |
| 第56回   | 2017年 | 10月24日 |                      |                                        |                                                                         |                                                           |             |
| 第57回   | 2017年 | 10月31日 |                      |                                        |                                                                         |                                                           |             |
| 第58回   | 2017年 | 11月07日 |                      |                                        |                                                                         |                                                           |             |
| 第59回   | 2017年 | 11月14日 |                      |                                        |                                                                         |                                                           |             |
| 第60回   | 2017年 | 11月21日 |                      |                                        |                                                                         |                                                           |             |

## 番組で紹介された曲
当番組では、楽曲の内容・歌唱者本人・その楽曲が主題歌として採用された作品など、何らかの形でロボットや宇宙などの工学技術と関連性のある楽曲が紹介されることが多い。
＜楽曲リスト＞
1. 2016年10月04日 「アトムの子」（山下達郎） ／ 「Sweet Devil -Eight Mix」（八王子P） ／ 「未来のミュージアム」（Perfume）
2. 2016年10月11日 「BEYOND THE TIME (メビウスの宇宙を越えて)」（TM NETWORK） ／ 「僕がモンスターになった日」 （れるりり） ／ 「桜流し」 （宇多田ヒカル）
3. 2016年10月18日 「誰がために」（成田賢 with こおろぎ'73） ／「question feat. アンテナガール」（brinq） ／ 「Fantastic Time」（Hey! Say! JUMP）
4. 2016年10月25日 「ミスター・ロボット」（スティクス） ／ 「GO」（BUMP OF CHICKEN） ／ 「ドリーマーズ・ハイ」（RADWIMPS）
5. 2016年11月01日 「ダーク・スカイ・アイランド」（エンヤ） ／ 「Feel So Moon」（UNICORN） ／ 「未来世界」（L'Arc〜en〜Ciel）
6. 2016年11月08日 「BLAZING」（GARNiDELiA） ／ 「See the Skies」（Ikkubaru） ／ 「SAYONARA」（メアリー・マクレガー）
7. 2016年11月15日 「ロケット・マン」（エルトン・ジョン） ／ 「流れ星」（天月-あまつき-） ／ 「星のように…」（MISIA）
8. 2016年11月22日 「BREAK OF DAWN」（三代目 J Soul Brothers from EXILE TRIBE） ／ 「Dr.」（安室奈美恵） ／ 「アンドロメダ」（UNISON SQUARE GARDEN）
9. 2016年11月29日 「moon」（サカナクション） ／ 「Moonlight Magic」（藤井フミヤ） ／ 「宇宙の彼方で」（森口博子）
10. 2016年12月06日 「フライ・ミー・トゥー・ザ・ムーン」（フランク・シナトラ） ／ 「GALAXY SUPERNOVA」（少女時代） ／ 「月までひとっ飛び」（松任谷由実）
11. 2016年12月13日 「I Can See Clearly Now」（ジミー・クリフ） ／ 「光りの街」（Dragon Ash） ／ 「山あり谷ありライトステップ」（MOOMIN）
12. 2016年12月20日 「少年の果て」（GRANRODEO） ／ 「I'm in Mars」（渡會将士） ／ 「～TRY～」（JAMOSA）
13. 2016年12月27日 「宇宙戦艦ヤマト」（ささきいさお） ／ 「瞳の先に」（ORANGE RANGE） ／ 「ヘッドライト・テールライト」（中島みゆき）
14. 2017年01月03日 「瑠璃色の地球」（松田聖子） ／ 「時間旅行」（DREAMS COME TRUE） ／ 「I Don't Want To Miss A Thing」（平井大）
15. 2017年01月10日 「星つむぎの歌」（平原綾香） ／ 「I.G.Y.」（ドナルド・フェイゲン） ／ 「Progress」（kōkua）
16. 2017年01月17日 「GAGA」（Suchmos） ／ 「超えろ。」（槇原敬之） ／ 「I Go to Extremes」（ビリー・ジョエル）
17. 2017年01月24日 「Life is beautiful」（Tourbillon） ／ 「タイム」（カルチャー・クラブ） ／ 「君への手紙」（桑田佳祐）
18. 2017年01月31日 「何度でも」（Little Glee Monster） ／ 「Change My Life  featuring サイプレス上野」（hokuto） ／ 「光と影の日々」（AKB48）
19. 2017年02月07日 「TOKYO GIRL」（Perfume） ／ 「Hey Now」（MAN WITH A MISSION） ／ 「現在地」（fhána）
20. 2017年02月14日 「風の谷のナウシカ」（安田成美） ／ 「Take off」（2PM） ／ 「きみのこえ」（♥）
21. 2017年02月21日 「メイク ミー ハッピー」（MOMO） ／ 「強い気持ち・強い愛」（でんぱ組.inc） ／ 「約束の翼」（MISIA）
22. 2017年02月28日 「フリージア」（Uru） ／ 「コノ手デ」（暁月凛） ／ 「見えないスタート」（BENI）
23. 2017年03月07日 「Fly High, So High」（Goose house） ／ 「PPAP[15]」（ピコ太郎） ／ 「僕の心をつくってよ」（平井堅）
24. 2017年03月14日 「真夜中のヘッドフォン」（南波志帆） ／ 「フール・オン・ザ・ヒル」（ザ・ビートルズ） ／ 「Brady Bunch」（ロジャー・ニコルズ＆ザ・スモール・サークル・オブ・フレンズ）
25. 2017年03月21日 「Blue Moon」（土岐麻子） ／ 「おやすみ地球」（相対性理論） ／ 「流動体について」（小沢健二）

## インターネット放送
当番組は、番組公式ブログから『ラジコ タイムフリー』にアクセスすることで再聴取することが可能である。ただし、1週間を経過すると新しい放送回に更新されて聴けなくなる。また、聴取時間が3時間に限られており、3時間を経過すると再聴取もできなくなるため、注意が必要である。

## インタビューフルバージョン
放送後に、ゲストへのインタビューの”ほぼノーカット版”が「レジェンドエンジニアの声」として、スポンサーのセントラルエンジニアリング株式会社のオフィシャルサイトの 専用ページ にYoutubeのリンクで掲載される。なお、放送時のBGMや音楽は収録されない。

## 備考
- 松風が第1回放送で公式ブログにアクセスすると番組の再聴取が可能である旨を語り、それが後に「ラジコ タイムフリー」のことだと判明したが、松風は第1回放送では「ラジコ タイムフリー」とは言っておらず、また、このサービスが開始されたのは2016年10月11日の正午からだったため、第1回放送の再聴取が可能だったのは僅か半日のみの期間だった。